# Storpensor
Storpensor är en ö i Finland.   Den ligger i kommunen Pargas i den ekonomiska regionen  Åboland  och landskapet Egentliga Finland, i den sydvästra delen av landet, 190 km väster om huvudstaden Helsingfors. Arean är 2,4 kvadratkilometer.
Terrängen på Storpensor är mycket platt. Öns högsta punkt är 38 meter över havet. Den sträcker sig 2,7 kilometer i nord-sydlig riktning, och 2,5 kilometer i öst-västlig riktning.